# Староминская
Староминска́я — станица на севере Краснодарского края, «Северные ворота Кубани», административный центр и крупнейший населённый пункт Староминского района, и Староминского сельского поселения.
Одна из крупнейших станиц Краснодарского края и сельских населённых пунктов в России. Население — 30 362 чел. (2021).

## География
Расположена в 187 км от Краснодара, в 119 км от Ростова-на-Дону, в холмистой местности.
Станица находится на левом берегу степной запруженной реки Сосыке. На территории станицы есть пруды и ручьи.
Почва
Чернозёмы. Имеются месторождения красной глины.
Климат
Умеренно континентальный, с мягкой зимой без устойчивого снежного покрова и жарким летом с большим количеством солнечных дней.
| Показатель                    | Янв. | Фев. | Март | Апр. | Май  | Июнь | Июль | Авг. | Сен. | Окт. | Нояб. | Дек. | Год  |
| ----------------------------- | ---- | ---- | ---- | ---- | ---- | ---- | ---- | ---- | ---- | ---- | ----- | ---- | ---- |
| Средний суточный максимум, °C | 0,1  | 1,0  | 6,5  | 16,5 | 22,8 | 26,5 | 29,0 | 28,2 | 22,7 | 15,0 | 7,9   | 3,1  | 14,9 |
| Средняя температура, °C       | −3   | −2,2 | 2,7  | 11,5 | 17,6 | 21,4 | 23,8 | 22,9 | 17,5 | 10,6 | 4,7   | 0,3  | 10,6 |
| Средний суточный минимум, °C  | −6   | −5,4 | −1,1 | 6,6  | 12,4 | 16,4 | 18,6 | 17,6 | 12,4 | 6,2  | 1,6   | −2,4 | 6,4  |
| Норма осадков, мм             | 50   | 37   | 36   | 42   | 52   | 63   | 59   | 46   | 44   | 34   | 47    | 63   | 572  |
| Источник: Климат Староминской |      |      |      |      |      |      |      |      |      |      |       |      |      |

## История
Куренное селение Менское основано в 1794 — одно из первых основанных Черноморскими казаками. Название перенесено с куреня Запорожской Сечи, который был назван по городу Мена Черниговской области. Уже в 1802 году в селении существовало 15 дворов. Позже в станицу переехали православные Черниговской губернии и задунайские запорожцы бежавшие от турок. C 1821 года селение стало называться Староминским (после образования новой выселки — современной станицы Новоминской). К 1861 году в станице было 700 дворов, 4858 жителей, атаманское правление и питейный дом. В 1863 году в станице организована первая школа.
До 1920 года станица входила в Ейский отдел Кубанской области. В 1924 году станица стала районным центром. В 1933 году от голода умерла бо́льшая часть населения станицы. Во время Великой Отечественной войны с 5 августа 1942 по 3 февраля 1943 года станица была оккупирована немецко-фашистскими захватчиками.

## Население
| 1939    | 1959    | 1970    | 1979    | 1989    | 2002    | 2010    |
| ------- | ------- | ------- | ------- | ------- | ------- | ------- |
| 19 372  | ↗22 779 | ↗26 373 | ↗27 933 | ↗30 743 | ↘30 072 | ↘29 809 |
| 2021    |         |         |         |         |         |         |
| ↗30 362 |         |         |         |         |         |         |

## Известные уроженцы
- Артюх, Александр Андреевич (1914—1944) — Герой Советского Союза.
- Донец, Александр Алексеевич (1909—1979) — советский военачальник, генерал-майор.
- Донец, Евгений Денисович (род. 1935) — советский и российский физик-экспериментатор, научный сотрудник Лаборатории физики высоких энергий ОИЯИ, участник группы Г. Н. Флёрова, открывшей химические элементы 102 (нобелий) и 103 (лоуренсий).
- Кабышев, Владимир Терентьевич (1938—2023) — советский и российский правовед. Заслуженный деятель науки Российской Федерации.
- Касютин, Владимир Леонидович (род. 12 сентября 1963) — секретарь Союза журналистов России, «Золотое перо России».
- Петренко, Василий Васильевич (1909—1939) — Герой Советского Союза.
- Невзоров, Борис Георгиевич (1950—2022) — советский и российский актёр и кинорежиссёр. Народный артист Российской Федерации.
- Цыгикало, Пётр Петрович (1918—1998) — полный кавалер ордена Славы.
- Кадурин   Юрий  Павлович (род.  5  февраля 1973) — футбольный игрок команды НИВА

## Инфраструктура
Экономика
Предприятия:
- РАйПо с директором Мальцевой Т. И.
- Молокоперерабатывающий завод Староминский филиал «Сыродел» ЗАО "СК "Ленинградский"
- ЗАО «Староминская сельхозтехника»
- Староминский РРЭС + межрайонная подстанция 220 КВ
- ОАО «Фирма Агрокомплекс»
- ООО «Прибой» (см. сайт фирмы «Квас Староминский»)
- ООО «ТД Аверс» (частное предприятие), директор Белина И. А.
- ООО «Скиф»
- ООО «Мемориал» (частное предприятие), директор Романченко А. В.

Колхозы:
- СПК «им. Чапаева»
- ОАО «Кавказ»
- «Большевик» ЗАО фирма Агрокомплекс
- ЗАО «Новоясенское», ликвидировано

Крупные фермерские хозяйства:
- КФХ «Коломоец С. Д.»
- ООО «Агросоюз», аффилированный с ООО «Аверс»,
- МХ КФХ «Восход» также аффилированный с ООО «Аверс»

Колхозы ОАО «Нива Кубани» и ОАО «КАВКАЗ» реорганизованы в ОАО «Кавказ» с управляющей компанией ОАО трест «Южный сахар».
4 крупных хозяйства (ЗАО «Новоясенское», ЗАО «Рассвет», ЗАО «Староминское», СЗАО «Зарница») в 2010 году реорганизованы в ЗАО «Староминское», директором которого стал Родионов Геннадий Алексеевич.
СМИ
- Газета «Степная Новь»

Социальная сфера
На территории станицы расположено 7 учреждений дошкольного образования, 5 общеобразовательных школ, Староминский механико-технологический техникум (СМТТ).
Также в Староминской есть дом-интернат, Театр кукол. В старинном здании школы искусств (построен в 1912 году), размещаются краеведческий музей и музыкальная школа. В станице действуют: дома культуры, детско-юношеская спортивная, художественная и музыкальная школы, дом детского творчества, спортивный центр «Витязь», стадионы «Олимп» и «Виктория», поликлиника, больница, банки и 3D-кинотеатр «Победа».
Спорт

Мотобольный клуб «ЗАРЯ» (ZARYA)
Футбольный клуб «Витязь»  (VITIAZ`)
Религия
- Свято-Покровский храм

## Памятники архитектуры
- Школа искусств (Бывшее здание атаманского управления).
- Парк 30-летия Победы.
- Мемориал в Парке 30-летия Победы.
- Памятник В. И. Чапаеву.
- Танк (ИС-3) времен Второй мировой войны.
- Скульптура «Люди СССР» возле Театра кукол.
- Памятник возле стадиона "Олимпа" в память о невинно убиенных казаках и священнослужителях руками большевиков.

## Транспорт
Две железнодорожные станции: Староминская-Ейская и Староминская-Тимашёвская. Пересечение железнодорожных веток «Ейск—Уманская» и «Тимашёвск—Батайск». В центре станицы расположена Староминская автостанция внутрирайонного и междугороднего автотранспортного сообщения. Внутри станицы действуют 3 автобусных маршрута.

## Кино снятое в Староминской
Фро (фильм) (1964)